# Стеарин

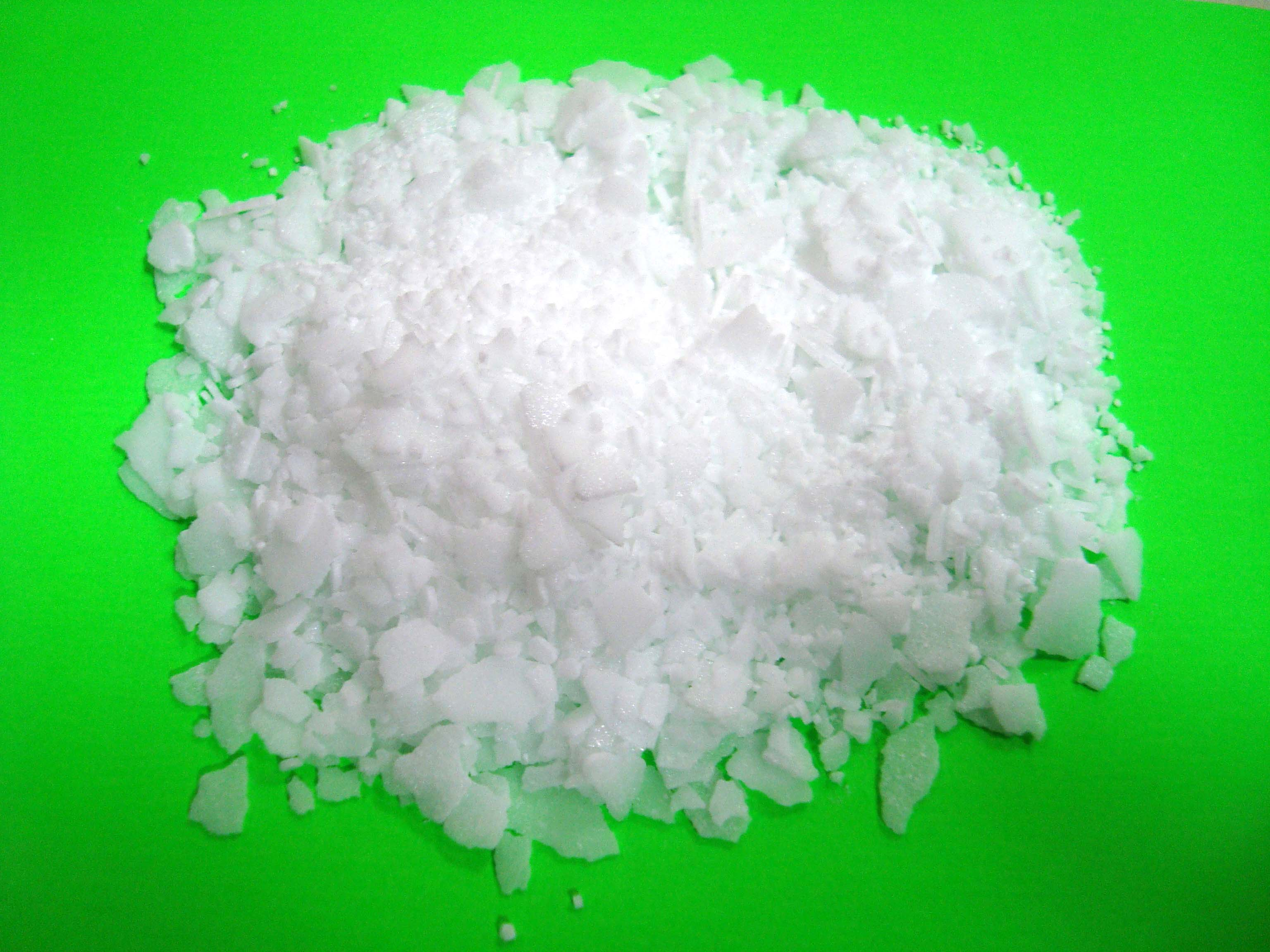

Стеари́н (фр. stéarine; от др.-греч. στέαρ — жир) — смесь стеариновой, пальмитиновой и олеиновой кислот с преобладанием первой. Состав варьирует от марки стеарина, содержание стеариновой кислоты в различных стеаринах колеблется от 83—93 % (техническая стеариновая кислота) до 50—60 %.

## Состав и свойства
Стеарин — твердая, полупрозрачная масса, жирная на ощупь, tпл 53—65 °C (в зависимости от сорта), плотность 0,92 г/см³ (20 °C). 
Производится и поставляется в твердом (в виде хлопьев, марки «Т») либо в жидком виде (наливном, марки «Н»).
| Марка      | Пальмитиновая кислота | Стеариновая кислота | Олеиновая кислота | Температура застывания |
| ---------- | --------------------- | ------------------- | ----------------- | ---------------------- |
| Т-3        | 5—12 %                | 83—93 %             | 0—3 %             | 65 °C                  |
| Т-10       | 10—20 %               | 70—80 %             | 6—11 %            | 59 °C                  |
| Т-18, Н-18 | 10—25%                | 55—70 %             | 15—20 %           | 58 °C                  |
| Т-32, Р-32 | 10—25 %               | 20—60 %             | 25—35 %           | 53 °C                  |

## Получение
Получают дистилляцией гидролизатов животных жиров (с последующей кристаллизацией и отжимом) или гидрированием ненасыщенных кислот растительных масел.

## Применение
Применяют в мыловарении, бумажной, резиновой, текстильной промышленности, для изготовления свечей.
Смесь керосина и стеарина используется как смазка при формовочных работах. Как компонент входит в состав воска, использующегося в литейной промышленности.
Применяется в металлургии для изготовления алюминиевых пудр.
В паяльном деле стеарин применяется как в чистом виде, для пайки свинцовых муфт при сращивании кабелей, так и как компонент паяльных флюсов (обычно в сплаве с канифолью) для низкотемпературной пайки.